# ليمور جوشوا تور
ليمور جوشوا تور هي أستاذة علم الأحياء الإنشائي في مختبر كولد سبرينغ هاربور ومحققة في معهد هوارد هيوز الطبي.يركز بحثها على دور الأرجونوت في تدخل الرنا.

## النشأة والتعليم
ولدت ليمور جوشوا تور في رحوفوت بإسرائيل.  حصلت على بكالوريوس العلوم من جامعة تل أبيب في الكيمياء، ثم خدمت لمدة ثلاث سنوات في الجيش الإسرائيلي.حصلت على درجة الدكتوراه في الكيمياء من مختبر جويل سوسمان من معهد وايزمان للعلوم في عام 1991، ثم قامت بأبحاث ما بعد الدكتوراه في معهد كاليفورنيا للتقنية.

## مهنة
انضمت جوشوا تور إلى هيئة التدريس في مختبر كولد سبرينج هاربور في عام 1995 وتمت ترقيتها إلى درجة أستاذ عام 2005.
كانت عميدة كلية واطسون للعلوم البيولوجية من 2007 إلى 2012.
```
وهي مستشارة هيئة التدريس في مجموعة CSHL النسائية للهندسة والعلوم.
[
6
]
```

كانت محققة في HHMI منذ عام 2008￼.

في عام 2005 نشر معملها بنية الأرجونوت، مما ساعد على إظهار دوره في تداخل الرنا، وهي معروفة بأبحاثها حول تقطيع الأرجونوت. لقد تعاونت على نطاق واسع مع جورج هانون.
سلط بحث جوشوا-تور الضوء على كيفية عمل البروتينات المسؤولة عن تداخل الرنا.

## الجوائز
1996 جائزة الباحث الشاب بيكمان.
باحث معهد هوارد هيوز الطبي.
2017 انتخب في الأكاديمية الوطنية للعلوم.
2017 انتخب في الأكاديمية الأمريكية للفنون والعلوم.
2018 جائزة الجمعية الأمريكية للكمياء الحيوية والبيولوجيا